# 대한민국의 세무조사
대한민국에서의 세무조사는 각 세법의 질문조사권에 의하여 납세자 등을 상대로 질문하고 장부·서류·물건 등을 검사·조사하는 행위이다. 납세자가 신고·납부한 내용이 적법한지 여부를 확인하여 적정과세를 하는 절차로서, 오늘날 국가재정을 확보하는데 필수불가결하고 세무행정상의 납세질서를 확립하는 데에도 꼭 필요하다. 일반적으로는 명백한 세금탈루 혐의가 드러났을 경우 처벌을 위해 실시하는 '세무사찰(또는 조세범칙조사)'과 납세자의 승낙을 전제로 납세의 의무 이행 여부를 검증하는 '일반 세무조사'로 구분되며, 세무조사라고 한다면 보통 후자를 말한다. 결국 세무조사는 납세의 의무의 성실한 이행을 담보하기 위한 통제수단이기 때문에, 납세자 입장에서 권리를 가장 광범위하게 침해받는 분야란 점에서 재량의 한계를 넘어선 위법한 조사로부터 납세자를 보호하기 위한 법적 장치가 중요하다.

## 세금의 필요성

### 세금의 의미
세금(稅金)이란 국가 또는 지방자치단체가 재정수입을 조달할 목적으로 법률에 규정된 과세요건을 충족한 모든 자에게 직접적인 반대급부없이 부과하는 금전급부이다. 국방이라든지 복지, 공공시설 설치 및 관리 등 개인이 취급하기 어려운 문제를 공공부문에서 해결하고 있는데, 이때 필요한 재원을 세금을 통해 마련한다. 세금과 유사한 개념이 철도, 전기, 도시가스 등에 쓰이는 공공요금인데, 요금은 개인적인 필요에 따라 물건이나 서비스를 사용하고 그 대가로 내는 데 반해 세금은 모든 국민이 혜택을 볼 수 있도록 강제적으로 징수된다는 차이가 있다. 이를테면 전기나 수돗물 등을 사용하고 내는 돈을 전기세, 수도세라고 하고 있는데 사실 이는 세금이 아니기 때문에 전기요금, 수도요금이라고 해야 정확한 표현이다.

### 세금의 종류
| 구분   | 세목     | 세목     | 세목                                             |
| ------ | -------- | -------- | ------------------------------------------------ |
| 국세   | 내국세   | 직접세   | 법인세, 소득세, 상속세, 증여세, 종합부동산세     |
| 국세   | 내국세   | 간접세   | 부가가치세, 개별소비세, 주세, 인지세, 증권거래세 |
| 국세   | 내국세   | 목적세   | 교육세, 농어촌특별세, 교통·에너지·환경세         |
| 국세   | 관세     | 관세     | 관세                                             |
| 지방세 | 도 세    | 보통세   | 취득세, 등록면허세, 레저세, 지방소비세           |
| 지방세 | 도 세    | 목적세   | 지방교육세, 지역자원시설세                       |
| 지방세 | 시·군 세 | 시·군 세 | 담배소비세, 주민세, 지방소득세, 재산세, 자동차세 |

세금은 과세주체가 누구인지를 기준으로 중앙정부가 부과하는 '국세'와 지방자치단체가 부과하는 '지방세'로 구분된다. 국세는 통관절차를 필요로 하는가에 따라 국내에 있는 사람이나 물건에 부과되는 '내국세'와 외국으로부터 물품을 수입할 때 부과되는 '관세'로 나뉘며 국세의 경우엔 국세청이, 관세의 경우엔 관세청이 담당하고 있다. 마찬가지로 지방세도 '도세', '시·군세' 등 지방자치단위별로 각각 과세를 하고 있다.
또한 세금은 징수하는 목적에 따라 일반적인 국가운영에 필요한 경비를 조달하기 위한 '보통세'와 교육환경 개선 등 특정한 목적의 경비를 조달하기 위한 '목적세'로 구분된다. 법률상의 납세 의무자와 경제상의 조세 부담자가 일치하는지 여부에 따라서는 각각이 일치하는 '직접세'와 각각이 일치하지 않는 '간접세'로 나뉘기도 한다.

### 세금의 활용
세금은 크게 재원조달이라는 국고적 기능과 정책수단이라는 비국고적 기능으로 활용된다. 도로, 항만 등 사회간접자본의 투자와 국방, 치안, 교육, 복지와 같은 공공재의 공급이 국가활동의 기본적인 요건인 만큼, 사회간접자본 및 공공재에 재원을 조달하는 것은 세금의 핵심 기능에 해당한다. 꼭 필요하지만 수익성이 낮아 민간부문에서 생산하기 어려운 공공재, 그리고 국가안보나 외교처럼 국가의 유지와 밀접한 관련을 가지며 공공성이 특히 요구되는 영역에 세금을 통한 국가의 개입이 요구되는 것이다. 이러한 이유에서 미국의 올리버 홈즈 대법관은 “세금은 문명사회에 사는 대가”라고 말했으며, 케네디 대통령은 “세금은 시민권의 연회비”라고 정의하기도 했다. 국가 공동체의 운영을 위해 세금이 필요하다는 것을 입증한 사례가 남태평양의 작은 나라인 나우루의 비극이다. 한때 나우루는 수천년 동안 쌓인 철새들의 배설물이 산호층과 결합해 만들어진 인광석을 수출하며 막대한 부를 축적했다. 나우루 정부에서는 의료비, 교육비뿐만 아니라 집도 무상으로 제공했으며, 물론 세금도 없었다. 하지만 인광석이 고갈되면서 나우루의 국가 기능은 마비되기 시작하였고, 현재 나우루는 부국에서 빈국으로 전락하고 말았다. 나우루의 사례는 국가 공동체가 정체되지 않고 국민들을 위한 발전을 모색하기 위해 필요한 게 바로 세금이라는 점을 시사한다.
국가의 재정규모가 방대해 지면서 정부가 국고적 목적 이외에 세금의 부과 및 징수를 정책수단으로 활용하기도 한다. 우선 세금은 경제주체들에게 경제적 유인을 제공하며 공공부문과 민간부문간의 자원배분 기능을 수행한다. 불로소득에 대해 세금을 많이 부과하거나 소득의 많고 적음에 따라 세금의 납부 비율을 달리하여  소득재분배 기능을 하기도 한다. 또 경제정책적으로 호황일 때에는 세금을 많이 거둬들여 경기의 과열을 막고 불황일 때에는 세금의 부담을 줄여 경제적 불안정을 해소하는 데 이용하거나, 사회정책적으로 개인에 대해 세금을 면제하거나 부과하여 어떤 정책 목표를 달성하는 데에 활용하기도 한다.

## 법적 근거

### 납세의 의무
세금을 성실히 납부해야 하는 이유는 국민으로서 납세의 의무를 지고 있기 때문이다. 대한민국 헌법에서는 제38조가 '모든 국민은 법률이 정하는 바에 의하여 납세의 의무를 진다'라고 국민개세주의를 천명하며 납세의 의무를 규정하고 있다.

### 국세 조사의 근거
1. 국세기본법 제81조의 2 : '국세의 과세표준과 세액을 결정 또는 경정하기 위하여 질문을 하거나 해당 장부·서류 또는 그 밖의 물건을 검사·조사하거나 그 제출을 명하는 경우'를 세무조사라고 정의하고 있다.[16]
2. 대한민국 현행 세법은 세무조사에 대한 통칙규정을 두지 않고, 다만 개별세법에 질문·조사권에 대한 규정을 두어 세무관서에 세무조사의 권한이 있음을 선언하고 있다.
  - 법인세법 제122조(질문·조사)[17]
  - 소득세법 제170조(질문·조사)[18]
  - 상속세 및 증여세법 제84조(질문·조사)[19]
  - 종합부동산세법 제23조(질문·조사)[20]
  - 부가가치세법 제74조(질문·조사)[21]
  - 개별소비세법 제26조(질문검사권)[22]
  - 주세법 제25조(세무공무원의 질문·검사 및 처분)[23]
  - 인지세법 제11조(질문·검사)[24]
  - 증권거래세법 제17조(질문·검사)[25]
  - 교통·에너지·환경세법 제22조(질문·검사)[26]
  - 교육세법 제9조(신고·납부) 제10조(부과와 징수)
  - 농어촌특별세법 제7조(신고·납부 등), 제8조(부과·징수)

cf. 관세법 제10장 제1절 세관장 등의 과세자료 요청 등(관세법 제262조~제264조의 9) 제2절 세관공무원의 물품검사 등(관세법 제265조~제286조)

### 지방세 조사의 근거
1. 지방세기본법 105조 : '지방세의 부과·징수에 필요한 조사'를 세무조사라고 정의하고 있다.[27]
2. 지방세기본법 제136조 : '세무공무원은 지방세의 부과·징수에 관한 조사를 하기 위하여 필요할 때에는 다음에 열거하는 자에게 질문하거나 그 자의 장부, 서류, 그 밖의 물건을 검사할 수 있다'라는 통칙규정을 두어 세무조사의 권한을 선언하고 있다.[28]
  - 취득세 - 지방세법 제20조(신고 및 납부)
  - 레저세 - 지방세법 제43조(신고 및 납부)
  - 지방소비세 - 지방세법 제72조(부과·징수 등의 특례)
  - 지방교육세 - 지방세법 제152조(신고 및 납부와 부과·징수)
  - 지역자원시설세 - 지방세법 제147조(부과·징수)
  - 담배소비세 - 지방세법 제60조(신고 및 납부 등)
  - 재산세 - 지방세법 제120조(신고의무)
  - 자동차세 : 자동차 소유에 대한 자동차세 - 지방세법 제128조(납기와 징수방법), 제129조(승계취득 시의 납세의무) / 자동차 주행에 대한 자동차세 - 지방세법 제137조(신고납부 등)
  - 등록면허세 : 등록에 대한 등록면허세 - 지방세법 제30조(신고 및 납부) / 면허에 대한 등록면허세 - 지방세법 제35조(신고납부 등)
  - 주민세 : 균등분 - 지방세법 제79조(징수방법 등) / 재산분 - 지방세법 제83조(징수방법과 납기 등) / 종업원분 - 지방세법 제84조의 6(징수방법과 납기 등)
  - 지방소득세 : 거주자의 개인지방소득에 대한 지방소득세 - 지방세법 제95조(과세표준 및 세액의 확정신고와 납부), 제103조의 7(과세표준 확정신고와 납부) / 비거주자의 개인지방소득에 대한 지방소득세 - 지방세법 제103조의 10(비거주자에 대한 과세방법) / 내국법인 및 외국법인의 법인지방소득 - 지방세법 제103조의23(과세표준 및 세액의 확정신고와 납부), 제103조의37(연결과세표준 및 연결법인지방소득세액의 신고 및 납부), 제103조의43(과세표준 및 세액의 신고와 납부), 제103조의51(신고·납부·결정·경정·징수 및 특례)

## 목적
세무조사는 관련 법규에 따라 정확하고 적법한 납세가 이루어져 있는가를 확인하는 절차로서, 거래단계의 누락 또는 회계상의 부정을 적출하여 과세표준을 적법하게 산정하고 적정한 세율을 적용하도록 한다. 이와 같이 세무조사는 적정한 과세를 실현하는 데 본질이 있으며, 부가적으로는 성실신고를 유도한다. 현대의 대부분 세목이 납세자가 직접 세금을 계산해 신고·납부하는 자율신고납부제도를 채택하고 있는데, 고의 또는 과실에 따른 부실한 신고·납부가 일상적으로 이뤄지고 있기 때문에 세무조사가 필수적이다. 세무조사 자체에 의한 추징 세액은 미미하지만 세무조사의 파급효과로 인해 자율신고납부제도가 유지, 운영되고 있는 것이다. 탈세를 저지르면 세무조사로 반드시 적발된다는 인식을 확산시키고 탈세가 적발된 뒤에는 가산세를 포함 추징하여 불이익 있음을 확인시킴으로써 납세자들이 성실하게 납세의 의무를 이행하도록 유도한다. 납세자가 본의 아니게 세법을 잘못 이해하여 세금을 착오납부한 경우에는 납세자로 하여금 올바르게 신고 납부하도록 지도하는 교육적 목적 또한 지니고 있다. 한편 세무조사는 법이 규제하는 조사절차이기 때문에 회계 조직을 정비하고 오류와 탈루를 감소케 하면서 일반회계를 보완하기도 한다.

## 조사 원칙

### 세금 부과의 원칙
1. 신의성실의 원칙
세무조사를 수행할 때에는 신의에 따라 성실하게 집행하여야 하며, 특히 납세자에게 이미 공시한 사항에 반하는 처분을 하여서는 아니 된다.
2. 근거과세의 원칙
세무조사와 세금의 부과는 납세자가 기장한 장부와 증빙자료 등 객관적인 증거에 의하여야 한다. 정부가 납세자의 장부와 다른 사실 또는 장부 기록에 누락된 것을 조사하여 결정하였을 때에는 정부가 조사한 사실과 결정의 근거를 결정서에 적어야 하며 이를 납세자에게 설명하고 열람할 수 있도록 하여야 한다.
3. 실질과세의 원칙
과세의 대상이 되는 소득, 수익, 재산, 행위 또는 거래의 귀속이 명의일 뿐이고 사실상 귀속되는 자가 따로 있을 때에는 사실상의 귀속자를 규명하여 세법을 적용한다. 또한 거래의 명칭이나 형식에 관계없이 그 실질 내용에 따라 과세하여야 한다.

### 세법 적용의 원칙
1. 재산권 부당 침해 금지 및 소급과세금지의 원칙
세무조사를 수행할 때 세법의 해석, 적용은 납세자의 재산권이 부당히 침해되지 않도록 조세평등주의와 조세법률주의에 따라야 한다. 그리고 납부할 의무가 성립한 소득, 재산 또는 행위에 대해서는 그 성립 후의 새로운 세법에 의해 소급하여 과세하지 못하도록 하여 법적 안정성과 예측가능성을 보장하여야 한다. 또 세법의 해석이나 관행이 일반적으로 납세자들에게 받아들여진 후에는 새로운 해석, 관행에 의한 소급과세를 금지함으로써 납세자의 이익을 보호하도록 한다.
2. 조사비례의 원칙
세무조사는 당해 조사의 목적 달성에 필요한 최소한의 범위 안에서 실시하여야 한다. 과세의 형평과 해당 세법의 목적에 비추어 일반적으로 적당하다고 인정되는 한계를 엄수하여야지, 다른 목적 등을 위하여 세무조사권을 남용해서는 아니 된다.

## 종류

### 목적에 따른 분류: 일반 세무조사와 조세범칙조사
| 구분               | 일반 세무조사            | 조세범칙조사                             |
| ------------------ | ------------------------ | ---------------------------------------- |
| 근거               | 세법상 질문조사권        | 조세범처벌법                             |
| 성질               | 과세권 행사(행정적 목적) | 형벌권 행사(사법적 목적)                 |
| 조사공무원         | 일반 세무공무원          | 지명받은 세무공무원                      |
| 증표               | 세법상 조사원증          | 영치 : 세무공무원지명서 압수·수색 : 영장 |
| 조사 예고          | 세무조사 사전통지        | 사전통지없이 불시조사                    |
| 조사 방법          | 임의조사                 | 임의 또는 강제조사                       |
| 조사기피규제       | 처벌대상                 | 임의조사 회피시 강제조사                 |
| 조사결과처분       | 납세고지(행정처분)       | 통고처분·고발(준사법처분)                |
| 불복 방법          | 이의신청, 심사·심판 청구 | 통고불이행                               |
| 불이행에 대한 조치 | 강제징수                 | 고발                                     |
| 시효               | 통상 5년(7년, 10년 15년) | 2년, 5년(특가법 7, 10년)                 |

납세의 의무의 성실한 이행을 담보하기 위한 차원에서 실시되는 일반 세무조사와 달리 조세범칙조사는 조세범칙사건을 조사하기 위해 실시된다. 따라서 발동 근거와 효과 면에서도 차이를 보이는데, 우선 일반 세무조사는 개별 세법상의 질문조사권에 기초해 발동되는 반면 조세범칙조사는 조세범처벌법에 기초해 발동된다. 또한 일반 세무조사가 과소신고액에 대해 해당 세금과 가산세를 추징하는 데 그친다면, 조세범칙조사는 조사 결과 추징금 이외에 벌금과 함께 고발까지 할 수 있다. 탈세 정황이나 증거가 포착되는 등 필요한 경우 일반 세무조사도 도중에 세무사찰로 전환이 가능하다.

### 시기에 따른 분류: 정기세무조사와 특별세무조사
시기별로는 정기세무조사와 특별세무조사가 있는데, 정기세무조사는 매년 법인 및 개인사업자, 재산세제의 경우 비사업자를 대상으로 정기선정하며, 조사 대상자의 선정고려요소는 신고성실도, 세원정보 등으로 CAF(Compliance AnalysisFunction)라고 불리는 신고성실도 전산분석시스템에 의한 평가를 따른다. 그리고 특별세무조사는 수시 조사로서 첫째, 납세자가 세법에서 정하는 신고, 성실신고확인서의 제출, 세금계산서 또는 계산서의 작성･교부･제출, 지급명세서의 작성･제출 등의 납세협력의무를 이행하지 아니한 경우, 둘째, 무자료거래, 위장･가공거래 등 거래 내용이 사실과 다른 혐의가 있는 경우, 셋째, 납세자에 대한 구체적인 탈세제보가 있는 경우, 넷째, 신고 내용에 탈루나 오류의혐의를 인정할 만한 명백한 자료가 있는 경우에 이루어지게 된다.

## 절차

### (1) 조사대상자 선정 및 계획 수립
조사대상자 선정 시 납세자는 성실하고 진실한 것으로 추정하여야 하고, 세무조사 실시사유 및 기준을 공개하고 중복조사를 방지하여야 한다. 전산시스템으로 신고성실도를 분석·평가하고 무작위추출방식에 의하여 정기조사대상자를 선하며, 납세협력의무불이행, 무자료거래, 구체적인 탈세제보가 있는 경우에는 수시로 세무조사를 실시할 수 있다. 조사대상을 선정한 이후에는 조사방법과 최소한의 조사기간을 계획하고 적정한 인원으로 조사반을 편성한다. 이때 세무조사 방법은 전부조사, 부분조사, 단기성실성검증조사로 구분되는데, 전부조사는 증빙서류조사와 실물조사, 각종 현황조사, 거래처 조사, 금융거래 현장확인을 실시하며, 부분조사는 세금탈루혐의가 있는 특정 항목 또는 거래의 일부에 전부조사의 조사방법을 준용하며, 단기성실성검증조사는 서면심리 및 준비조사 결과 나타난 문제점을 중심으로 우편질문에 의한 해명자료의 검증 등을 실시한다.

### (2) 세무조사의 시작
사전 준비를 할 수 있도록 납세자들에게 세무조사 개시 15일 전까지 세무조사 사전통지가 송달된다. 사전통지 안에는 조사대상 세목, 조사대상 과세기간, 조사기간, 조사사유, 조사제외 대상 등이 기재되어 있다. 다만, 범칙사건에 대한 조사이거나 사전에 알릴 경우 증거인멸 등으로 세무조사의 목적을 달성할 수 없다고 인정되는 경우에는 사전통지를 생략할 수 있다. 사전통지를 받은 날부터 조사개시 전일까지 조사관서에 전화, FAX 등으로 세무조사 오리엔테이션을 신청하면, 조사대상 선정사유, 조사 진행 절차, 납세자로서 보호받는 권리, 사전에 준비할 사항 등을 상담할 수 있다. 조사개시 전에 신청하지 않은 경우에는 조사개시일에 오리엔테이션을 진행할 수도 있다. 그리고 조사개시 예정일 2일 전까지는 부득이한 경우 조사시기 및 장소 변경을 신청할 수 있다. 다만 조세채권의 확보가 시급하다거나 탈세 제보 등 구체적이고 객관적인 탈루 혐의가 있을 때는 연기되지 않는다.

### (3) 세무조사 진행
각 세법에서 규정하고 있는 질문조사권에 근거해서 세무공무원은 자료 제출 등을 요구하고 납세자는 적법한 질문, 자료제출 명령에 협력하며 조사를 진행해간다. 이때 자료제출 요구사항 목록을 작성, 보관하도록 하여 동일한 자료를 중복해서 요구하지 않도록 하고 있으며, 납세자는 국세기본법 제81조의 5과 지방세기본법 제109조에 의거하여 조사관서에 위임장을 제출하면 세무조사를 받는 중에 변호사, 공인회계사, 세무사 등 세무대리인으로 하여금 조사에 입회하게 하거나 관련 의견을 진술하도록 할 수 있다. 단 조사공무원의 질문, 장부·서류 등의 제출 요구에 대하여 거짓으로 진술하거나 거부할 경우에는 조세범처벌법 제17조에 의해 2천만원 이하의 과태료가 부과될 수 있다. 세무공무원은 세무조사 기간을 단축하기 위하여 노력하여야 하며, 장부기록 및 회계처리의 투명성 등 납세성실도를 검토하여 더 이상 조사할 사항이 없다고 판단될 때에는 조사기간 종료 전이라도 조사를 조기에 종결할 수 있다. 하지만 다음과 같은 사유에서는 조사기간이 연장될 수도 있다.
- 납세자가 장부·서류 등을 은닉하거나 제출을 지연하거나 거부하는 등 조사를 기피하는 행위가 명백한 경우
- 거래처 조사, 거래처 현장확인 또는 금융거래 현장확인이 필요한 경우
- 세금탈루 혐의가 포착되거나 조사과정에서 조사유형이 조세범칙조사로 전환되는 경우
- 천재·지변이나 노동쟁의로 조사가 중단되는 경우
- 납세자보호(담당)관이 세금탈루혐의와 관련하여 추가적인 사실확인이 필요하다고 인정하는 경우
- 세무조사 대상자가 세금탈루혐의에 대한 해명 등을 위하여 세무조사기간의 연장을 신청한 경우로서 납세자보호(담당)관 등이 인정하는 경우

### (4) 세무조사의 종결
세무조사 종료일에는 담당 조사관서에서 해당 납세자들에게 세무·회계 상담을 제공한다. 세무조사 결과와 관련하여 과세항목, 과세근거, 사후 회계처리방법 등과 불복제도 및 납부 안내 등 세무조사 후속절차에 대한 설명이 진행된다. 그리고 세목별 결정(경정)과세표준, 예상 고지세액, 사후관리할 사항 등 세무조사 결과에 대해서 문서로 세무조사 결과통지가 납세자들에게 송달된다. 통지 내용에 이의가 있는 경우 납세자는 30일 이내에 과세전적부심사를 청구할 수 있다. 세무조사 결과통지일로부터 30일이 경과한 후에는 납세고지서 겸 영수증서가 납세자에게 송달된다. 고지 내용에 이의가 있는 경우 납세자는 90일 이내에 이의신청, 심사·심판청구, 감사원 심사청구를 할 수 있고, 심사·심판청구의 결정통지를 받은 이후 90일 이내에는 법원에 행정소송을 제기할 수도 있다.